# Moldir Zhangbyrbay
Moldir Zhangbyrbay, née le 18 mai 1997 à Kyzylorda, est une karatéka kazakhe combattant en kumite individuel féminin moins de 50 kilos.
Le 28 octobre 2023, elle remporte le titre de championne du monde dans cette catégorie face à Erminia Perfetto (en),. 
Elle est médaillée d'argent aux Jeux mondiaux de 2025 à Chengdu.